# Mel Tillis
Lonnie Melvin Tillis (Tampa, 8 augustus 1932 - Ocala, 19 november 2017) was een Amerikaanse countryzanger en -songwriter.

## Jeugd
Mel Tillis groeide op in Pahokee. Op 3-jarige leeftijd begon hij te stotteren. Als oorzaak werd de ziekte malaria of het contact met een stotterende buurjongen genoemd. Zijn handicap begeleidde hem zijn gehele leven en werd zelfs zijn handelsmerk. Zijn autobiografie noemde hij Stutterin' Boy, zijn privévliegtuig Stutter One en een lp kreeg de titel M-M-Mel.
Hij begon al vroeg gitaar en viool te spelen. In de schoolband was hij drummer. Alhoewel zeer talentvol, koos hij vervolgens voor een carrière als football-speler. De poging om bij de United States Air Force een pilotenopleiding te volgen, mislukte door zijn spraakgebrek. Hij bleef echter bij de luchtmacht en vervulde zijn dienstplicht in Okinawa in Japan. In 1955 studeerde hij kortstondig aan een college en redde hij zich vervolgens met gelegenheidsbaantjes. In 1956 verscheen hij met enkele zelf geschreven songs in Nashville, maar kon in het daar heersende countrycircuit niet doorbreken en keerde vervolgens terug naar Florida.

## Carrière
Een eerste belangrijke carrièrestap lukte hem in 1957, toen Webb Pierce met zijn song I'm Tired de countryhitlijst haalde (#3). Aangemoedigd door het succes, vestigde hij zich definitief met zijn zwangere vrouw in Nashville. Hij kreeg een platencontract bij Columbia Records. Zijn eerste single was geen succes, maar met de door hem gecomponeerde song Honky Tonk Song op de B-kant haalde Webb Pierce de toppositie. Tillis was in 1958 voor de eerste keer in de hitlijst vertegenwoordigd met de song The Violet and a Rose. Ook tijdens de volgende jaren kon hij zich meermaals plaatsen in het middengebied van de countryhitlijst. Pierce daarentegen, die nog steeds zeer graag songs opnam van Tillis, was daarmee meer succesvol. Ook anderen, zoals George Morgan en Ray Price scoorden hits met zijn songs. Midden jaren 1960 was hij co-auteur van de klassieker Detroit City van Bobby Bare.
In 1966 wisselde hij naar Kapp Records. Daar kon hij direct meermaals doorstoten tot de top 20 met Stateside, Life Turned Het That Way en Goodbey Wheeling. In 1969 schreef hij de klassieker Ruby, Don't Take Your Love to Town, waarmee Kenny Rogers een wereldhit had. De jaren 1970 werden tot zijn meest succesvolle decennium. Na meerdere top 10-successen lukte hen in 1972 zijn eerste nummer 1-hit met I Ain't Never. Tot eind jaren 1970 volgden vijf verdere tophits en meerdere top 10-klasseringen. Bovendien trad hij op in meerdere films. In 1976 werd hij gekozen in de Nashville Songwriters Hall of Fame en werd hij CMA-entertainer van het jaar.
Tijdens de jaren 1980 verminderden zijn successen geleidelijk. In 1981 trok hij met enkele duetten met Nancy Sinatra nog een keer de aandacht. Ondanks meerdere labelwissels beleven hitsuccessen uit. Anderen hadden met zijn songs verdere tophits. Vanaf het begin van de jaren 1990 zette zijn dochter Pam Tillis zijn succes voort. Opmerkelijk waren ook zijn prestaties als zakenman en investeerder. Hij was betrokken bij meerdere muziekuitgeverijen. In 1998 werd hij erevoorzitter van de Stuttering Foundation of America.

## Overlijden
Mel Tillis overleed in november 2017 op 85-jarige leeftijd.

## Discografie
Columbia Records
- 1962: Heart Over Mind and Other Big Country Hits

Kapp Records
- 1966: Stateside
- 1967: Life Turned Her That Way
- 1967: Mr. Mel
- 1968: Let Me Talk to You
- 1968: Something Special
- 1969: Who's Julie

Geen label bekend
- 1969: Mel Tillis Sings Old Faithful
- 1970: She'll Be Hanging 'Round Somewhere

MGM Records
- 1970: One More Time
- 1971: The Arms of a Fool
- 1971: Live at the Sam Houston Coliseum
- 1971: Living & Learning/Take My Hand
- 1972: Would You Want The World to End?
- 1972: I Ain't Never/Neon Rose
- 1973: Mel Tillis & The Statesiders on Stage
- 1973: Sawmill
- 1974: Let's Go All the Way Tonight
- 1974: Stomp Them Grapes
- 1975: Best Way I Know How
- 1975: M-M-Mel

MCA Records
- 1976: Love Revival
- 1977: Heart Healer
- 1977: Love's Troubled Waters
- 1978: I Believe In You
- 1979: Are You Sincere
- 1979: Mr. Entertainer

Electra Records
- 1979: Me And Peppe
- 1980: Your Body Is an Outlaw
- 1980: Southern Rain
- 1981: Mel & Nancy
- 1982: It's a Long Way to Daytona

- Biblioteca Nacional de España: XX1571122
- Bibliothèque nationale de France: cb13947676j (data)
- Gemeinsame Normdatei: 13454000X
- International Standard Name Identifier: 0000 0003 8362 657X
- Library of Congress Control Number: n84089518
- MusicBrainz: 0d744e10-5e7e-4a5d-b89a-4bda5d8d7141
- Nationale Bibliotheek van Tsjechië: xx0196117
- Nederlandse Thesaurus van Auteursnamen: 07511528X
- SNAC: w63v875j
- Virtual International Authority File: 270361672
- WorldCat: E39PBJpPFGjfxR3wvvHDydcpT3